# Pyrinia sabasia
Pyrinia sabasia är en fjärilsart som beskrevs av William Schaus 1927. Pyrinia sabasia ingår i släktet Pyrinia och familjen mätare. Inga underarter finns listade.